# Albany (Géorgie)
Pour les articles homonymes, voir Albany.
Albany est une ville des États-Unis, siège du comté de Dougherty en Géorgie. Selon le recensement de 2020, la population de la ville était de 68 089 habitants. La population de l'aire métropolitaine d'Albany (qui réunit les comtés de Baker, Dougherty, Terrell, Worth et Lee) était en 2020 de 146 961 habitants.
Le nom de la ville provient d'Albany, capitale de l'État de New York fondée au 17e siècle.

## Histoire
Le site sur lequel a été construite Albany a d'abord été habité par des amérindiens Creek. Ils l'appelaient Thronateeska d'après le silex que l'on trouvait près de la rivière.
Nelson Tift, homme d'affaires du Connecticut, s'installa le long de la rivière Flint en 1836 et nomma la nouvelle ville Albany en référence à la ville de l'État de New York du même nom parce que les deux villes se trouvaient au point le plus amont où la rivière était navigable.
La ville a été incorporée en 1838. Albany devint rapidement un important centre de transport pour exporter le coton produit dans la plaine alentour, d'abord en utilisant la rivière, puis grâce au train. En 1841, en 1925, en 1994 et en 1998, des inondations font d'importants dégâts dans la ville. En 1940, une tornade fait dix-huit victimes et d'importants ravages dans la ville. En 1941 une importante base militaire est construite près d'Albany, la Turner Air Force Base, et resta active jusqu'en 1974.
Durant les années 1960, le mouvement des droits civiques joue un rôle important à Albany.

## Géographie
Albany se trouve dans la plaine côtière atlantique, au sud-ouest de la Géorgie, sur les rives de la rivière Flint.

## Démographie
Selon le recensement de 2000, la population était de 76 939 habitants. La ville est alors composée de :
- 33,21 % de Blancs
- 64,80 % d'Afro-Américains
- 0,21 % d'Amérindiens
- 0,60 % d'Asiatiques
- 1,19 % d'autres origines ou métis

L'aire métropolitaine associée à la ville comprenait 163 961 habitants en 2006.

## Transport
La ville est desservie par un aéroport régional qui assure des vols vers Atlanta et qui est utilisé par UPS et DHL comme centre de tri.
Les transports ferroviaires sont assurés par Georgia Southwestern Railroad et Norfolk Southern tandis que Greyhound Lines assure le transport par bus.
Albany n'est desservie par aucune autoroute, la plus proche étant l'Interstate 75 à un peu moins de 50 kilomètres à l'est.

## Démographie
| 1860  | 1870  | 1880  | 1890  | 1900  | 1910  |
| ----- | ----- | ----- | ----- | ----- | ----- |
| 1 618 | 2 101 | 3 216 | 4 008 | 4 606 | 8 190 |

| 1920   | 1930   | 1940   | 1950   | 1960   | 1970   |
| ------ | ------ | ------ | ------ | ------ | ------ |
| 11 555 | 14 507 | 19 055 | 31 155 | 55 890 | 72 623 |

| 1980   | 1990   | 2000   | 2010   | - | - |
| ------ | ------ | ------ | ------ | - | - |
| 74 425 | 78 122 | 76 939 | 77 434 | - | - |

## Personnalités originaires de la ville
- Ray Charles, chanteur ;
- Jo Marie Payton-Noble, actrice ;
- Deion Branch, joueur de football américain ;
- Harry James, trompettiste ;
- Thomas J. Hennen, astronaute ;
- Field Mob, groupe de hip-hop ;
- Gerald Brom, peintre et illustrateur.